# Зона смерти (Йеллоустон)
«Зона смерти» (англ. Zone of Death) — местность площадью 130 км² в штате Айдахо (США) на территории Йеллоустонского национального парка, в пределах которой, согласно обнаруженной лазейке в Конституции США, человек теоретически может избежать наказания за любое тяжкое преступление вплоть до убийства.

## Описание лазейки
В настоящее время окружной суд по округу Вайоминг является единственным окружным судом США, имеющим юрисдикцию над частями нескольких штатов, поскольку его юрисдикция включает весь Йеллоустонский национальный парк, который простирается немного дальше границ Вайоминга, заходя в Айдахо и Монтану. В связи с этим федеральное правительство имеет исключительную юрисдикцию над парком, поэтому преступления, совершённые в парке, не могут преследоваться по законам какого-либо штата. Судебные разбирательства в окружном суде обычно проводятся в здании федерального суда в Шайенне, штат Вайоминг; однако Шестая поправка к Конституции США гласит, что «обвиняемый имеет право на скорый и публичный суд беспристрастных присяжных того штата и округа, ранее установленного законом, где было совершено преступление». В связи с этим обвинения в преступлениях, совершаемых на территории парка в Айдахо, должны рассматриваться судом присяжных, состоящим исключительно из жителей этой местности — поскольку только эта местность находится одновременно в штате Айдахо и на территории парка. Так как эта часть парка необитаема, коллегию присяжных из её жителей было бы невозможно сформировать. Поскольку Конституция гарантирует право на суд присяжных, обвиняемый в совершении преступления не может рассчитывать на конституционное судебное разбирательство и, следовательно, не может быть наказан по закону независимо от своей виновности или невиновности.

## История
Лазейка была обнаружена профессором права Университета штата Мичиган Брайаном К. Кальтом, когда он планировал написать эссе о технических аспектах Шестой поправки, которая даёт обвиняемым по уголовным делам право на справедливый и скорый суд. Кальт поразмыслил о гипотетическом месте, где не было бы достаточного количества граждан, имеющих право сформировать коллегию присяжных, и предположил, что в этой области не может быть суда и, следовательно, наказания за тяжкие преступления. Позже он понял, что такое место есть: часть штата Айдахо в Йеллоустонском национальном парке. В ужасе от своего открытия Кальт перешёл к написанию эссе об этой территории, намереваясь убедить правительство устранить лазейку. Эссе под названием The Perfect Crime (с англ. — «Идеальное преступление») было опубликовано в 2005 году в журнале The Georgetown Law Journal, издаваемом Школой права Джорджтаунского университета. Кальт опасался, что преступники могут прочитать эссе и совершить преступление в этой местности до того, как лазейка будет устранена.
После того как Кальт обнаружил лазейку, он работал над тем, чтобы Конгресс США её закрыл. Профессор предложил законодателям в Вайоминге включить «зону смерти» в состав федерального окружного суда округа Айдахо вместо округа Вайоминг, что решило бы проблему. Однако Конгресс проигнорировал предложение Кальта. В 2007 году Чарльз Джеймс Бокс написал роман Free Fire (с англ. — «Свободный огонь»), в котором фигурировала зона; Бокс надеялся, что это повысит осведомлённость правительства. Роман, действительно, привлёк внимание сенатора Вайоминга Майка Энзи к этой проблеме, но Энзи не смог убедить Конгресс обсудить её. Хотя случаи пропажи людей поблизости привлекли некоторое внимание СМИ, по состоянию на 2024 год в «зоне смерти» не было совершено ни одного известного преступления с момента открытия Кальта.
В декабре 2005 года браконьер по имени Майкл Белдеррейн незаконно застрелил лося в аналогичном районе Йеллоустоуна, но уже в Монтане. Хотя в этой части парка достаточно жителей, чтобы сформировать коллегию присяжных, создание постоянно действующей и беспристрастной коллегии могло оказаться сложной задачей. Несмотря на проблему с Шестой поправкой, федеральный судья постановил, что Белдеррейна можно судить в окружном суде США по округу Вайоминг. Белдеррейн указал на незаконность суда над ним с участием присяжных из штата, отличного от того, где было совершено преступление, сославшись на статью Кальта «Идеальное преступление», однако суд отклонил этот аргумент. В итоге Белдеррейн заключил сделку о признании вины с условием, что он не будет подавать апелляцию по вопросу о «зоне смерти» в Апелляционный суд десятого округа США.

## Отражение в культуре
Наряду с романом Чарльза Джеймса Бокса «Свободный огонь», «зона смерти» присутствует в других произведениях искусства. В 2016 году вышел американско-канадский триллер «Население: Ноль» режиссёра Адама Левинса об убийстве в этой зоне. Во втором сезоне американского телесериала «Для людей», вышедшем в 2019 году, существует эпизод This is America: в нём территория фигурирует в рамках следствия как место предположительного убийства одного из героев. В обеих работах описывается вышеупомянутая юридическая лазейка, позволяющая преступникам уйти от наказания.